# Emmentalbahn
| Streckennummer (BAV): | 421 (Solothurn–Burgdorf) 440 (Burgdorf–Hasle-Rüegsau–Langnau)                |                                             |                                             |
| Fahrplanfeld: | 304.1, 304.2, 340                                                            |                                             |                                             |
| Streckenlänge: | 38.22 km                                                                     |                                             |                                             |
| Spurweite: | 1435 mm (Normalspur)                                                         |                                             |                                             |
| Stromsystem: | ab 1932:15 kV 16,7 Hz ~                                                      |                                             |                                             |
| Stromsystem: | Burgdorf–Hasle-Rüegsau ab 1899, Hasle-Rüegsau–Langnau ab 1919: 750 V 40 Hz ∆ |                                             |                                             |
| Maximale Neigung: | 12 ‰                                                                         |                                             |                                             |
| Minimaler Radius: | 250 m                                                                        |                                             |                                             |
| |                                                                              |                                             |                                             |
| \| \| \| SBB von Biel/Bienne \| \| \| \| \| Solothurn-Münster-Bahn von Moutier \| \| \| \| \| ehem. Strecke von Büren an der Aare \| \| \| \| 0.00 \| Solothurn Endpunkt S 41 und S 44 \| 432 m ü. M. \| \| \| \| Anschluss an Solothurn-Niederbipp-Bahn \| \| \| \| \| und Solothurn-Zollikofen-Bern-Bahn S 8 \| \| \| \| \| SBB nach Olten \| \| \| \| \| A5 (270 m) \| \| \| \| \| Strecke Bern–Solothurn \| \| \| \| \| Emme Biberist (87 m) \| \| \| \| \| ehemalige Industriebahn \| \| \| \| \| Derendingen \| 436 m ü. M. \| \| \| \| Ausbaustrecke nach Wanzwil \| \| \| \| \| (ehem. Strecke nach Herzogenbuchsee) \| \| \| \| 4.69 \| Biberist Ost \| 447 m ü. M. \| \| \| 5.85 \| Gerlafingen \| 452 m ü. M. \| \| \| 8.02 \| Wiler \| 463 m ü. M. \| \| \| 10.58 \| Utzenstorf \| 474 m ü. M. \| \| \| \| Emme Aefligen (61 m) \| \| \| \| 14.44 \| Aefligen \| 497 m ü. M. \| \| \| \| Neubaustrecke Mattstetten–Rothrist \| \| \| \| \| A1 (87 m) \| \| \| \| 16.63 \| Kirchberg-Alchenflüh \| 509 m ü. M. \| \| \| 19.67 \| Burgdorf Buchmatt \| 525 m ü. M. \| \| \| \| Strecke von Bern S 4 S 44 \| \| \| \| 20.74 \| Burgdorf \| 533 m ü. M. \| \| \| \| Strecke nach Olten \| \| \| \| 21.79 \| Lerchenbühl \| 537 m ü. M. \| \| \| 22.64 \| Burgdorf Steinhof \| 544 m ü. M. \| \| \| 24.30 \| Oberburg \| 547 m ü. M. \| \| \| 27.67 \| Hasle-Rüegsau \| 571 m ü. M. \| \| \| \| Burgdorf-Thun-Bahn nach Thun \| \| \| \| 30.05 \| Lützelflüh-Goldbach \| 583 m ü. M. \| \| \| \| Emme Gohlhaus (77 m) \| \| \| \| \| Ramsei-Sumiswald-Huttwil-Bahn S 44 und S 45 \| \| \| \| 32.41 \| Ramsei S 4 S 44 \| 600 m ü. M. \| \| \| 36.38 \| Zollbrück \| 625 m ü. M. \| \| \| 37.63 \| Neumühle \| 633 m ü. M. \| \| \| 39.64 \| Strecke von Bern \| Strecke von Bern \| \| \| 39.64 34.73 \| Obermatt \| 651 m ü. M. \| \| \| 37.47 \| Langnau i.E. Endpunkt S 4 \| 673 m ü. M. \| \| \| \| Strecke nach Luzern \| \| |                                                                              |                                             |                                             |
| Strecke |                                                                              | SBB von Biel/Bienne                         | SBB von Biel/Bienne                         |
| Abzweig geradeaus und von links |                                                                              | Solothurn-Münster-Bahn von Moutier          | Solothurn-Münster-Bahn von Moutier          |
| Abzweig ehemals quer und von links · Abzweig geradeaus und von rechts |                                                                              | ehem. Strecke von Büren an der Aare         | ehem. Strecke von Büren an der Aare         |
| Strecke · Bahnhof | 0.00                                                                         | Solothurn Endpunkt S 41 und S 44            | 432 m ü. M.                                 |
| Strecke · Strecke |                                                                              | Anschluss an Solothurn-Niederbipp-Bahn      | Anschluss an Solothurn-Niederbipp-Bahn      |
| Strecke · Strecke |                                                                              | und Solothurn-Zollikofen-Bern-Bahn S 8      | und Solothurn-Zollikofen-Bern-Bahn S 8      |
| Strecke · Abzweig geradeaus und nach links |                                                                              | SBB nach Olten                              | SBB nach Olten                              |
| Tunnel |                                                                              | A5 (270 m)                                  | A5 (270 m)                                  |
| Kreuzung geradeaus unten |                                                                              | Strecke Bern–Solothurn                      | Strecke Bern–Solothurn                      |
| Brücke über Wasserlauf |                                                                              | Emme Biberist (87 m)                        | Emme Biberist (87 m)                        |
| Abzweig geradeaus und ehemals von links · Abzweig geradeaus und ehemals von rechts |                                                                              | ehemalige Industriebahn                     | ehemalige Industriebahn                     |
| Strecke · ehemaliger Bahnhof |                                                                              | Derendingen                                 | 436 m ü. M.                                 |
| Strecke · Strecke nach links |                                                                              | Ausbaustrecke nach Wanzwil                  | Ausbaustrecke nach Wanzwil                  |
| Verschwenkung nach links |                                                                              | (ehem. Strecke nach Herzogenbuchsee)        | (ehem. Strecke nach Herzogenbuchsee)        |
| Bahnhof | 4.69                                                                         | Biberist Ost                                | 447 m ü. M.                                 |
| Bahnhof | 5.85                                                                         | Gerlafingen                                 | 452 m ü. M.                                 |
| Bahnhof | 8.02                                                                         | Wiler                                       | 463 m ü. M.                                 |
| Bahnhof | 10.58                                                                        | Utzenstorf                                  | 474 m ü. M.                                 |
| Brücke über Wasserlauf |                                                                              | Emme Aefligen (61 m)                        | Emme Aefligen (61 m)                        |
| Bahnhof | 14.44                                                                        | Aefligen                                    | 497 m ü. M.                                 |
| Kreuzung mit Tunnelstrecke |                                                                              | Neubaustrecke Mattstetten–Rothrist          | Neubaustrecke Mattstetten–Rothrist          |
| Brücke |                                                                              | A1 (87 m)                                   | A1 (87 m)                                   |
| Bahnhof | 16.63                                                                        | Kirchberg-Alchenflüh                        | 509 m ü. M.                                 |
| Haltepunkt / Haltestelle | 19.67                                                                        | Burgdorf Buchmatt                           | 525 m ü. M.                                 |
| Strecke quer · Abzweig quer und von links · Abzweig quer und nach links · Strecke von rechts |                                                                              | Strecke von Bern S 4 S 44                   | Strecke von Bern S 4 S 44                   |
| Strecke · Bahnhof | 20.74                                                                        | Burgdorf                                    | 533 m ü. M.                                 |
| Verschwenkung von rechts · Strecke nach links und von halbrechts |                                                                              | Strecke nach Olten                          | Strecke nach Olten                          |
| Dienststation / Betriebs- oder Güterbahnhof | 21.79                                                                        | Lerchenbühl                                 | 537 m ü. M.                                 |
| Haltepunkt / Haltestelle | 22.64                                                                        | Burgdorf Steinhof                           | 544 m ü. M.                                 |
| Bahnhof | 24.30                                                                        | Oberburg                                    | 547 m ü. M.                                 |
| Bahnhof | 27.67                                                                        | Hasle-Rüegsau                               | 571 m ü. M.                                 |
| Abzweig geradeaus und nach rechts |                                                                              | Burgdorf-Thun-Bahn nach Thun                | Burgdorf-Thun-Bahn nach Thun                |
| Bahnhof | 30.05                                                                        | Lützelflüh-Goldbach                         | 583 m ü. M.                                 |
| Brücke über Wasserlauf |                                                                              | Emme Gohlhaus (77 m)                        | Emme Gohlhaus (77 m)                        |
| Abzweig geradeaus und von links |                                                                              | Ramsei-Sumiswald-Huttwil-Bahn S 44 und S 45 | Ramsei-Sumiswald-Huttwil-Bahn S 44 und S 45 |
| Bahnhof | 32.41                                                                        | Ramsei S 4 S 44                             | 600 m ü. M.                                 |
| Bahnhof | 36.38                                                                        | Zollbrück                                   | 625 m ü. M.                                 |
| Haltepunkt / Haltestelle | 37.63                                                                        | Neumühle                                    | 633 m ü. M.                                 |
| Abzweig geradeaus und von rechts | 39.64                                                                        | Strecke von Bern                            | Strecke von Bern                            |
| Dienststation / Betriebs- oder Güterbahnhof | 39.64 34.73                                                                  | Obermatt                                    | 651 m ü. M.                                 |
| Bahnhof | 37.47                                                                        | Langnau i.E. Endpunkt S 4                   | 673 m ü. M.                                 |
| Strecke |                                                                              | Strecke nach Luzern                         | Strecke nach Luzern                         |

Die Emmentalbahn (EB) war eine Eisenbahngesellschaft in der Schweiz mit Sitz in Burgdorf. Die Strecke führt von Solothurn über Burgdorf nach Langnau im Emmental. Heute ist sie Bestandteil der BLS AG.

## Geschichte

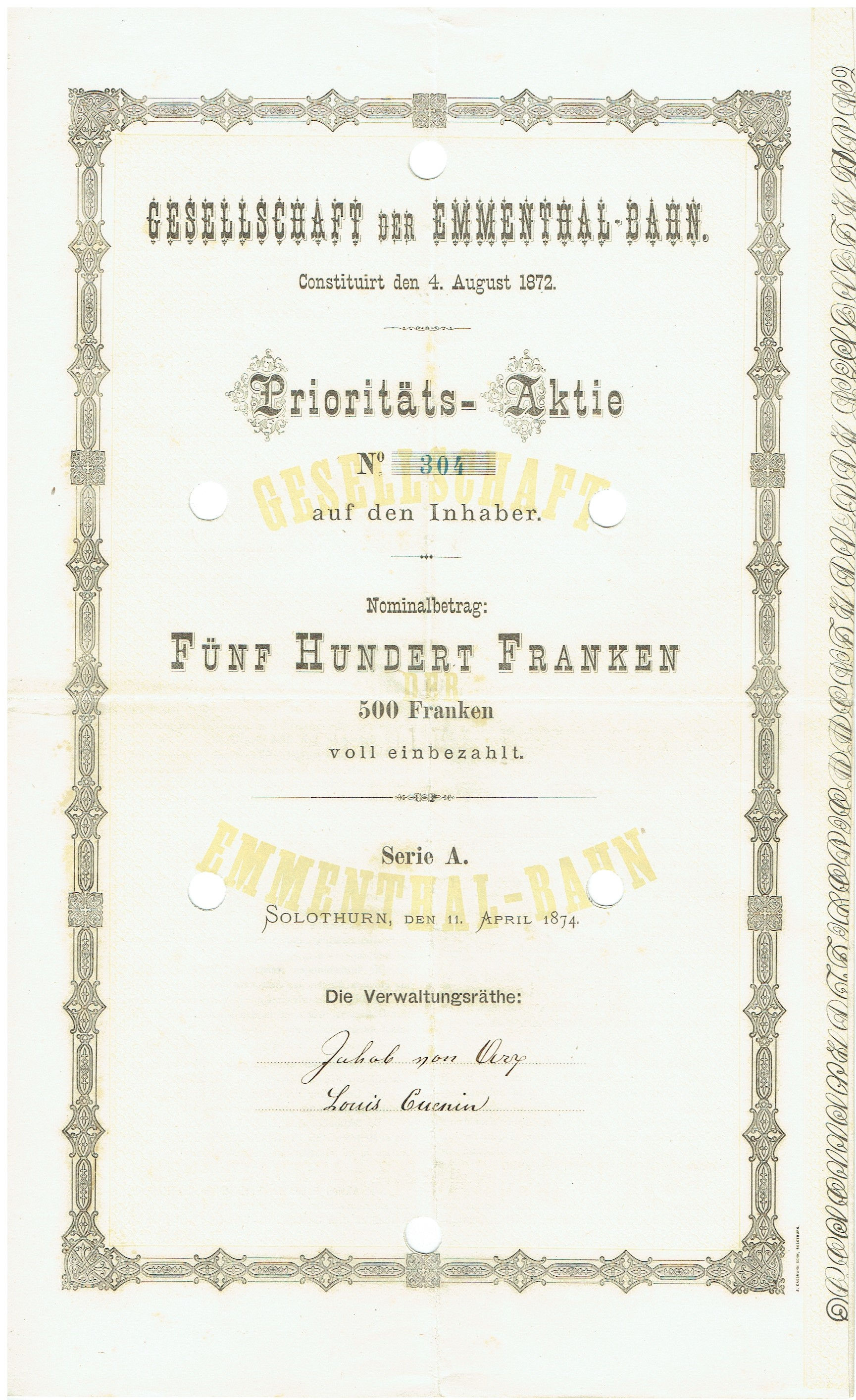
Gründeraktie der Gesellschaft der Emmenthal-Bahn vom 11. April 1874

Die Emmenthalbahn-Gesellschaft wurde am 4. August 1872 konstituiert und hat ihren Sitz in Burgdorf. Die Konzession wurde am 1. Mai 1872 für 99 Jahre erteilt.
Die Generalversammlung stimmte am 20. Juni 1942 in Langnau dem Fusionsvertrag mit der Burgdorf-Thun-Bahn zu. Diese Fusion führte zur Gründung der Emmental-Burgdorf-Thun-Bahn.

### Betriebseröffnung mit Dampftraktion
Die Emmentalbahn ging aus der am 1. April 1864 eröffneten Industriepferdebahn Derendingen–Biberist–Gerlafingen hervor, die in Derendingen Anschluss an die Strecke von Herzogenbuchsee nach Solothurn hatte.
Die erste Etappe der normalspurigen Eisenbahn wurde am 26. Mai 1875 zwischen Burgdorf und Derendingen eröffnet. Dafür wurde die 15,62 Kilometer lange Strecke von Burgdorf nach Biberist durch die Emmentalbahn neu erstellt und mit der Industriebahn von Biberist bis nach Derendingen durchgebunden.
Am 4. Dezember 1876 eröffnete die Schweizerische Centralbahn (SCB) die Bahnstrecke Olten–Solothurn, samt einer 4,33 Kilometer langen Stichstrecke von Solothurn nach Biberist mit Einführung in den Bahnhof der Emmentalbahn. Die Stichstrecke wechselte am 21. November 1883 ins Eigentum der EB, worauf am 30. Juni 1884 der Betrieb auf dem Abschnitt Biberist–Derendingen eingestellt wurde.

Lokomotive Nr. 3 Langnau der Emmentalbahn, Baujahr 1881

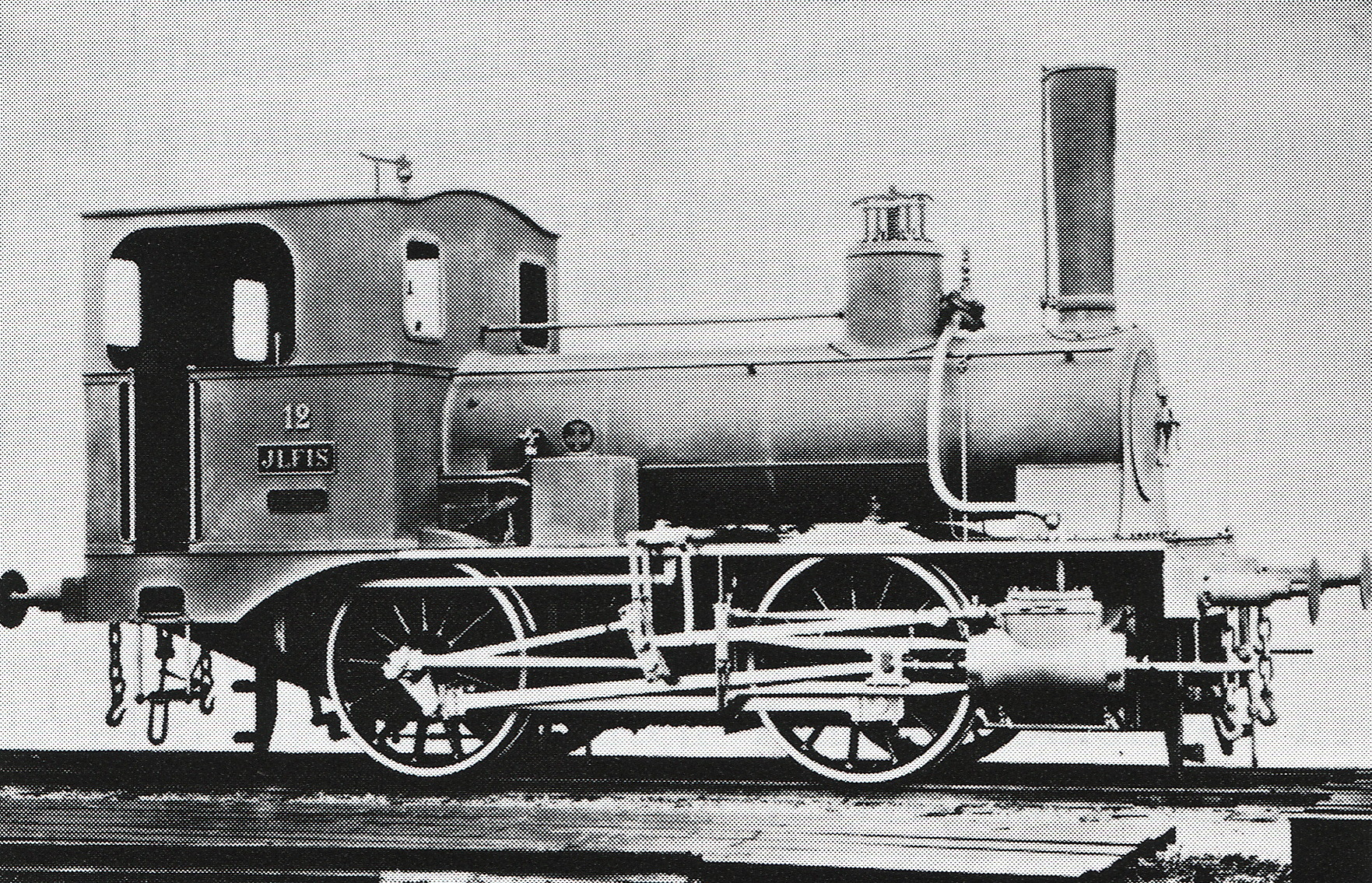
Lokomotive Nr. 12 Jlfis der Emmentalbahn, Baujahr 1881

Durch die EB selber eröffnet wurde am 12. Mai 1881 die 18,23 Kilometer lange Strecke zwischen Burgdorf und Obermatt, einer Dienststation an der Strecke Gümligen–Langnau der damaligen Bern-Luzern-Bahn (BLB). Die letzten knapp drei Kilometer zwischen Obermatt und Langnau werden daher seit Eröffnung auf fremden Gleisen zurückgelegt. Um den Verkehr auf der erweiterten Strecke sicherzustellen wurden weitere Lokomotiven mit 2 bzw. 3 Triebachsen angeschafft, unter anderem die noch heute betriebsfähige Lokomotive Ed 3/3 Nr. 3, die auf den Namen der neu erreichbaren Destination Langnau getauft wurde.

### Neue leistungsfähige Dampflokomotiven vom Typ Ed 4/5

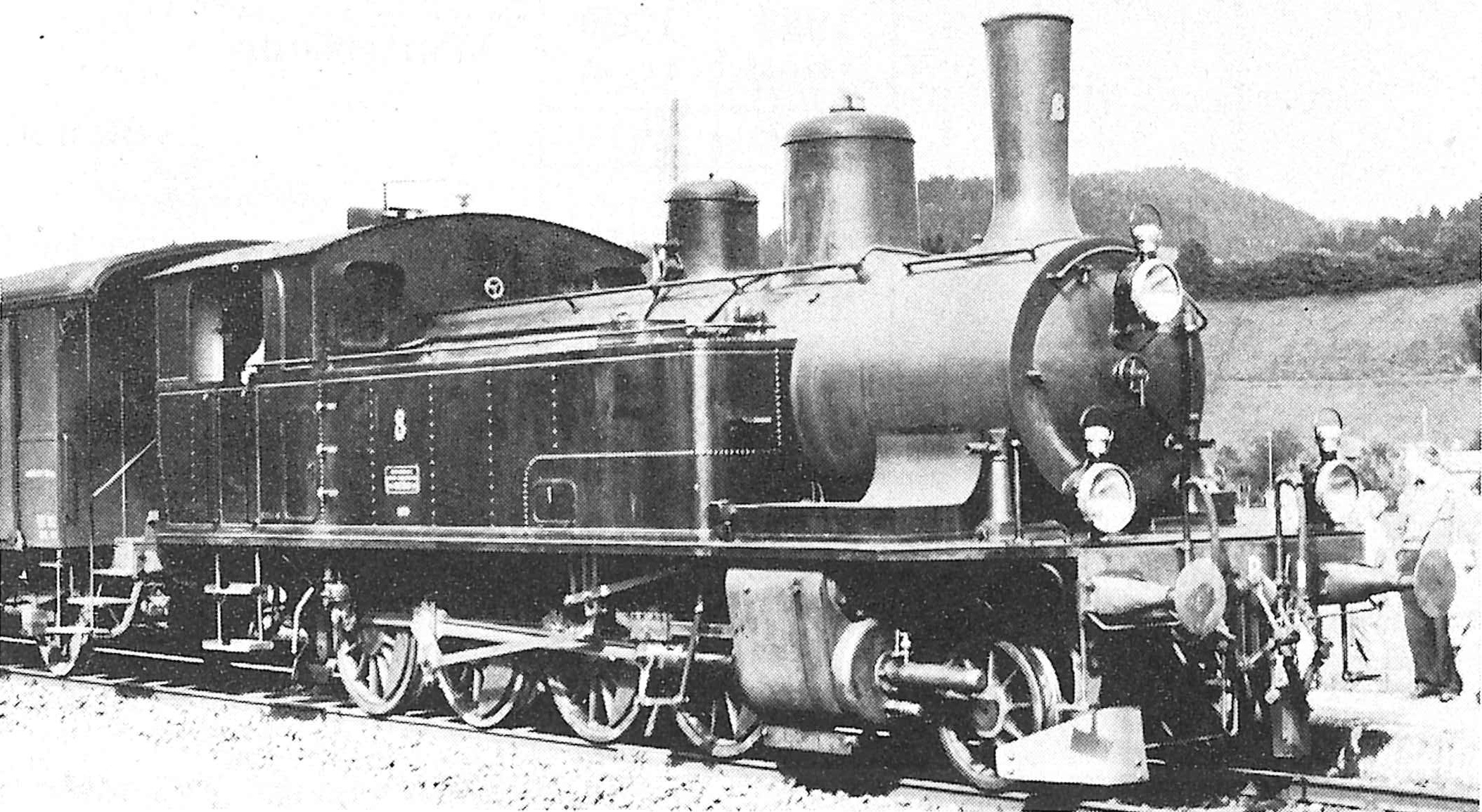
Dampflokomotive Ed 4/5 Nr. 8 der Emmentalbahn, Baujahr 1914

1899 und 1914 beschaffte die EB vier Dampflokomotiven vom Typ Ed 4/5 mit den Betriebsnummern 5 bis 8, wie sie in ähnlicher Bauart auch für andere Schweizer Privatbahnen gebaut wurden, unter anderem als Ec 4/5 für die Thunerseebahn. Die Lokomotiven 5 bis 7 waren Nassdampflokomotiven und arbeiteten nach dem Zweizylinder-Verbundsystem.
Die Maschine Nr. 8 mit Jahrgang 1914 wurde als Heissdampf-Zwillingsmaschine erbaut, entsprach aber sonst weitgehend ihren Vorgängerinnen. Die Heissdampf-Maschine erreichte 700 PS und hatte damit eine grössere Leistung als die anderen Lokomotiven. Nach der Elektrifikation der Emmentalbahn diente die Ed 4/5 Nr. 8 bis 1965 als fahrdrahtunabhängige Reservelokomotive. 1972 wurde sie von der EBT dem Verein Dampfbahn Bern (VDBB) geschenkt und bis 1978 gründlich revidiert. 1995 musste der Kessel abgesprochen werden. 1999 konnte die Lokomotive mit einem neuen Kessel den Dienst wieder aufnehmen, musste aber Ende 2008 erneut aus dem Betrieb genommen werden, da im mechanischen Teil eine Hauptrevision anstand.

### Elektrifizierungen

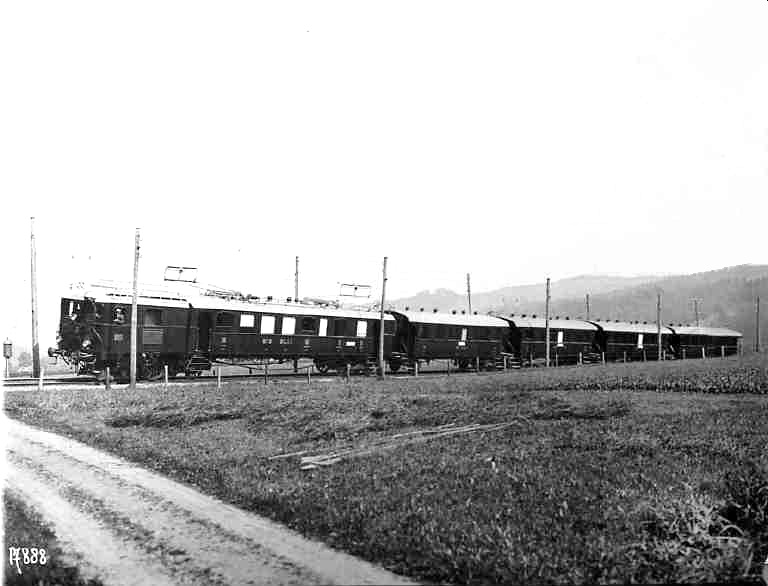
Damit für den Drehstrombetrieb nach Langnau genügend Triebwagen vorhanden waren, ergänzte die BTB 1921 ihren Bestand mit zwei BCe 2/5.

Seit der Betriebseröffnung der Burgdorf-Thun-Bahn (BTB) am 21. Juli 1899 betrieb die Emmentalbahn diese Bahn auf Grund eines Betriebsvertrages und gewährte ihr das Fahrrecht auf ihrer Strecke von Burgdorf bis Hasle-Rüegsau. Der Direktor der EB war zugleich Direktionspräsident der Burgdorf–Thun-Bahn. Die BTB war seit ihrer Betriebsaufnahme mit 700 Volt 40 Hertz Drehstrom elektrifiziert. Damit ihre Züge durchgehend von Burgdorf nach Thun verkehren konnten, war der Streckenabschnitt der EB von Burgdorf nach Hasle-Rüegsau auch mit der zweipoligen Drehstromfahrleitung überspannt.
Während des Ersten Weltkriegs kam es wegen Kohlemangels auf mit Dampf betriebenen Bahnstrecken zu starken Verkehrseinschränkungen. Die EB führte daraufhin auf dem Streckenabschnitt von Hasle-Rüegsau nach Langnau eine sogenannte Notelektrifikation durch. Sie erfolgte mit dem gleichen Stromsystem wie bei der benachbarten BTB. Entlang der Strecke wurden fünf gebrauchte Transformatoren der BTB aufgestellt. Eine Hochspannungsleitung von Schafhausen nach Lützelflüh versorgte die EB mit elektrischer Energie. Ab dem 17. Dezember 1919 wurde der elektrische Betrieb aufgenommen, wobei die Zugförderung mit Triebfahrzeugen der BTB erfolgte.
→ Siehe auch: Abschnitt Fahrzeuge für den Drehstrombetrieb im Artikel Burgdorf-Thun-Bahn

Elektrifikations-Prioritätsaktie der Emmenthalbahn-Gesellschaft vom 27. Juni 1931

In den 1930er Jahren wurden die Strecken der EB und der BTB in mehreren Etappen auf Einphasenwechselstrom mit 15'000 Volt 16⅔ Hertz umgestellt:

• 1. September 1932: Solothurn – Burgdorf

• 8. Dezember 1932: Burgdorf – Langnau

### Zusammenschluss zur EBT

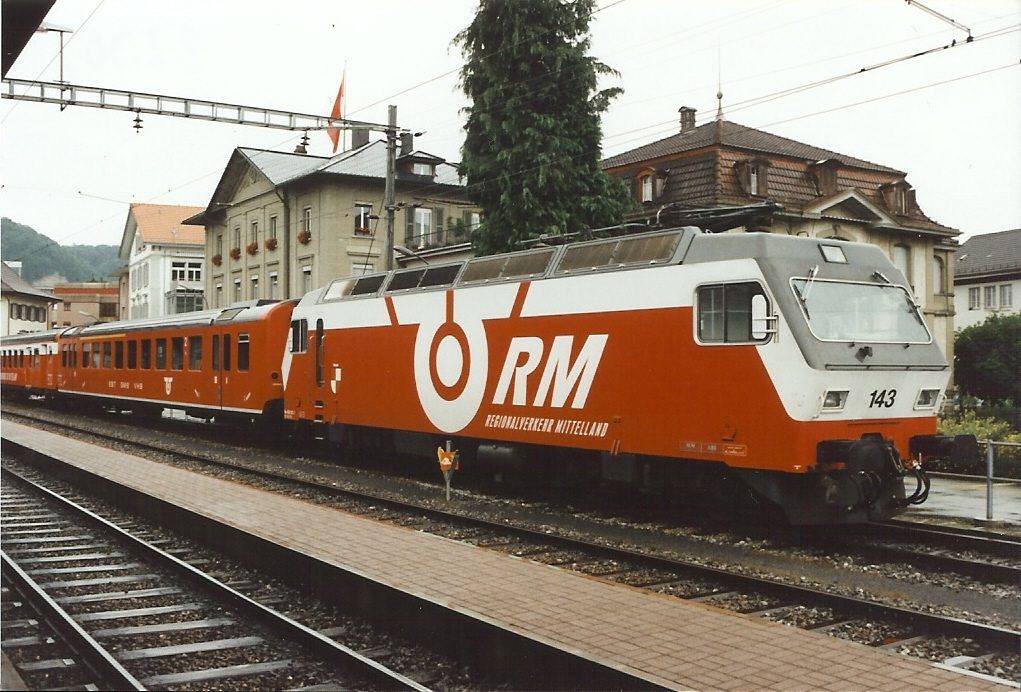
Zug des Regionalverkehrs Mittelland in Burgdorf

Die Emmentalbahn fusionierte 1942 mit der Burgdorf–Thun-Bahn (BTB) zur Emmental-Burgdorf-Thun-Bahn (EBT). Während des Zweiten Weltkriegs plante die Berner Kantonsregierung den Bau des Schweizerischen Zentralflughafens Utzenstorf; die Erschliessung des nie realisierten Flughafens hätte unter anderem durch eine Stichstrecke erfolgen sollen, die bei Aefligen von der Emmentalbahn abgezweigt wäre.
Am 21. April 1952 kam es bei der Dienststation Obermatt zwischen Emmenmatt und Langnau im Emmental zu einem Frontalzusammenstoss zwischen einem mit der Be 4/4 105 bespannten Güterzug der EBT und der Lokomotive Ae 3/6 II 10424 der SBB. Wegen schlechter Sicht prallten die Fahrzeuge mit voller Wucht aufeinander. Der Lokomotivführer des Güterzugs kam dabei ums Leben, sein Kollege der SBB konnte sich mit einem Sprung ab der Maschine retten. Vier Zugbegleiter wurden verletzt.
Die EBT schloss sich 1997 mit den Vereinigten Huttwil-Bahnen (VHB) und der Solothurn-Münster-Bahn (SMB) zum Regionalverkehr Mittelland (RM) zusammen. 2006 entstand aus dem RM und der BLS Lötschbergbahn die BLS AG.

## Betrieb durch die BLS
| \| \| \| Solothurn \| \| \| \| S 44 Solothurn–Bern–Belp–Thun \| \| \| \| R Solothurn–Thun \| \| \| \| S 44 nach/von Bern –Thun–Belp \| \| \| \| Burgdorf \| \| \| \| S 4 von Thun–Belp–Bern \| \| \| \| Hasle-Rüegsau \| \| \| \| R nach Thun, S 44 und S 4 \| \| \| \| Ramsei \| \| \| \| S 44 nach Sumiswald-Grünen \| \| \| \| S Ramsei–Langnau i.E. \| \| \| \| S 4 Thun–Belp–Bern–Langnau i. E. \| \| \| \| Langnau i.E. \| \| Anzahl Verbindungen pro Stunde \| \| \| |  |                                  |                                  |
| Kopfbahnhof Streckenanfang · Kopfbahnhof Streckenanfang |  | Solothurn                        | Solothurn                        |
| Strecke · Strecke |  | S 44 Solothurn–Bern–Belp–Thun    | S 44 Solothurn–Bern–Belp–Thun    |
| Strecke · Strecke |  | R Solothurn–Thun                 | R Solothurn–Thun                 |
| Strecke quer · Bahnhof quer · Abzweig nach rechts und von rechts · Strecke |  | S 44 nach/von Bern –Thun–Belp    | S 44 nach/von Bern –Thun–Belp    |
| Strecke von links · Bahnhof quer · Kreuzung · Strecke nach rechts |  | Burgdorf                         | Burgdorf                         |
| Kreuzung · Bahnhof quer · Kreuzung · Strecke von rechts |  | S 4 von Thun–Belp–Bern           | S 4 von Thun–Belp–Bern           |
| Bahnhof · Bahnhof · Bahnhof · Bahnhof |  | Hasle-Rüegsau                    | Hasle-Rüegsau                    |
| Strecke nach rechts · Strecke · Strecke |  | R nach Thun, S 44 und S 4        | R nach Thun, S 44 und S 4        |
| Kopfbahnhof Streckenanfang · Bahnhof · Bahnhof |  | Ramsei                           | Ramsei                           |
| Strecke · Strecke nach links · Kreuzung |  | S 44 nach Sumiswald-Grünen       | S 44 nach Sumiswald-Grünen       |
| Strecke · Strecke |  | S Ramsei–Langnau i.E.            | S Ramsei–Langnau i.E.            |
| Strecke · Strecke |  | S 4 Thun–Belp–Bern–Langnau i. E. | S 4 Thun–Belp–Bern–Langnau i. E. |
| Kopfbahnhof Streckenende · Bahnhof · Kopfbahnhof Streckenende |  | Langnau i.E.                     | Langnau i.E.                     |
| Anzahl Verbindungen pro Stunde |  |                                  |                                  |

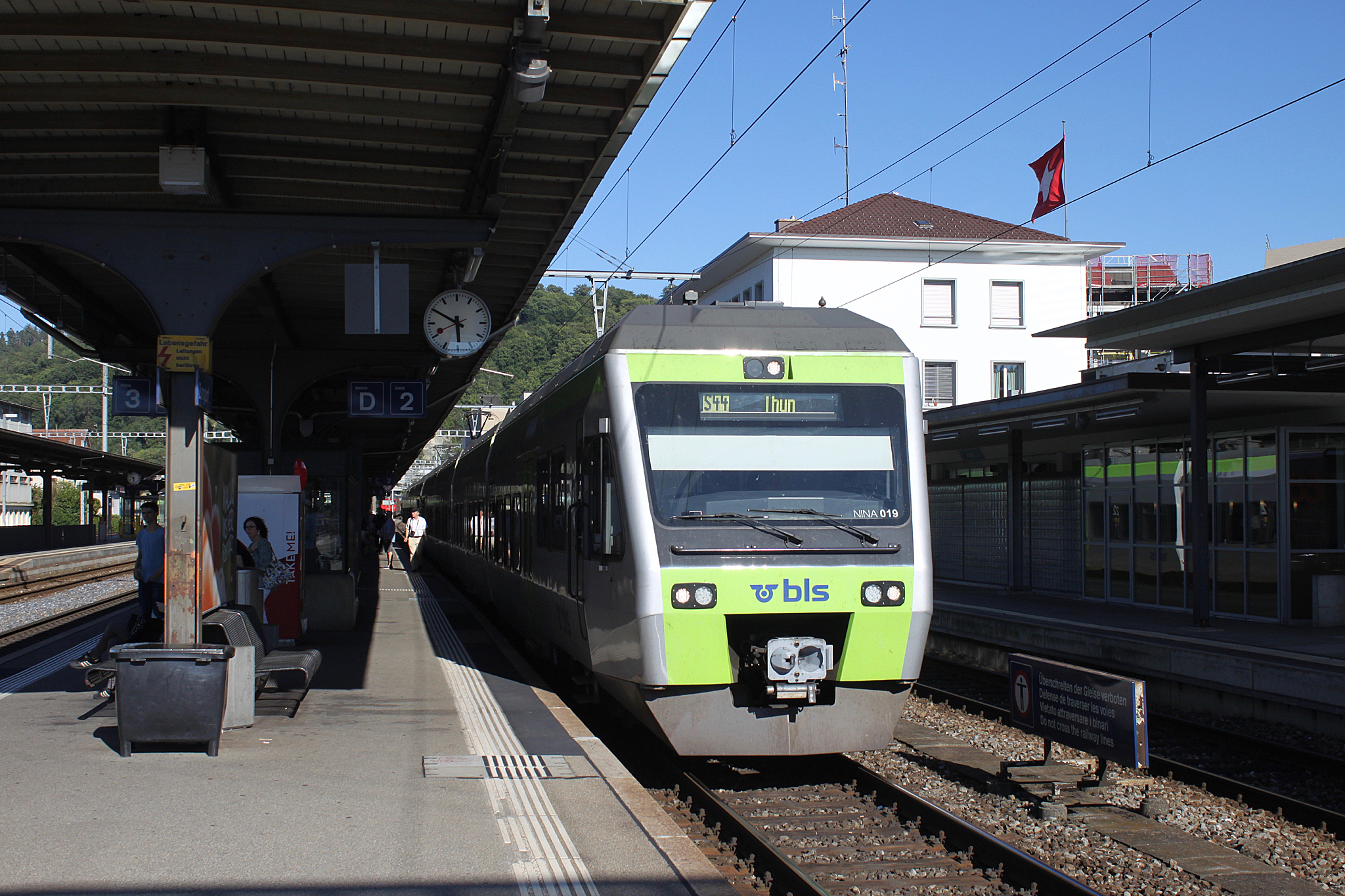
RABe 525 der BLS als S44 Sumiswald-Grünen–Thun in Burgdorf

Die Strecke wird stündlich von mindestens zwei Zügen bedient. Ein im Stundentakt verkehrender Regio verbindet Solothurn mit Hasle-Rüegsau und fährt weiter nach Thun. Die von Thun–Belp–Bern kommende S44 der S-Bahn Bern wird in Burgdorf geflügelt. Ein Zugteil verkehrt weiter nach Solothurn, der andere nach Ramsei–Sumiswald-Grünen. Die ebenfalls aus Thun–Belp–Bern kommende S4 verkehrt von Burgdorf weiter nach Langnau im Emmental. Damit auch zwischen Ramsei und Langnau ein Halbstundentakt angeboten werden kann, wird dort die S4 ergänzt durch eine S-Bahn-Linie ohne Nummernbezeichnung, die in Ramsei Anschluss an die S44 bietet.